# Лагуна Нигел (град, Калифорния)
Лагуна Нигел (на английски: Laguna Niguel) е град в окръг Ориндж, щата Калифорния, САЩ.
Лагуна Нигел е с население от 61891 жители (2000) и обща площ от 38,1 km². Намира се на 121 m надморска височина. ЗИП кодовете му са 92607, 92677, а телефонният му код е 949.